# Раденко, Пётр Никифорович
Пётр Никифорович Раденко (23 июня 1910 — 28 марта 1965, Иртышский район, Павлодарская область, Казахская ССР) — директор совхоза имени Панфилова Иртышского района Павлодарской области, Казахская ССР. Герой Социалистического Труда (1957). Депутат Верховного Совета Казахской ССР 4-го и 5-го созывов.

## Биография
Родился в 1910 году в крестьянской семье на территории современной Днепропетровской области. Окончил техникум механизации сельского хозяйства. С 1929 года — механик Черлакской МТС в Черлакском районе Сибирского края. С 1933 года трудился механизатором в совхозах Иртышского района Павлодарской области. В 1941 году призван в Красную Армию по мобилизации. Участвовал в Великой Отечественной войне.
После демобилизации в 1946 году возвратился в Иртышский район, где трудился инженером (1946—1947), старшим инженером (1947—1951) зерносовхоза «Северный» Иртышского района.
В 1951 году назначен директором совхоза имени Панфилова Иртышского района. За короткое время вывел совхоз в число передовых сельскохозяйственных предприятий Павлодарской области. Указом Президиума Верховного Совета СССР от 11 января 1957 года удостоен звания Героя Социалистического Труда за «особо выдающиеся успехи, достигнутые в работе по освоению целинных и залежных земель, и получение высокого урожая» с вручением ордена Ленина и золотой медали «Серп и Молот» (№ 6983).
Избирался депутатом Верховного Совета Казахской ССР 4-го и 5-го созывов (1955—1963).
После выхода на пенсию проживал в Иртышском районе. Умер в марте 1965 года.